# Màrine (Txornomórske)
|  | Per a altres significats, vegeu «Màrino». |

Màrine (en (ucraïnès): Мар'їне, en rus: Марьино, Màrino) és un poble de la República Autònoma de Crimea a Ucraïna, que el 2014 tenia 89 habitants. Pertany al districte de Txornomórske.